# Ereunetea nesiotes
Ereunetea nesiotes là một loài bướm đêm trong họ Geometridae.